# Йеремия Маврокордатос
Йеремия (на гръцки: Ιερεμίας) е гръцки духовник, митрополит на Вселенската партиаршия.

## Биография
Роден е в османската столица Цариград със светското име Йоанис Александру Маврокордатос (Ιωάννης Μαυροκορδάτος του Αλεξάνδρου). Правнук е на великия драгоман Александрос Маврокордатос (1641 – 1709) и чичо на министър-председателя на Гърция Александрос Маврокордатос (1791 – 1865). Негова племенница е Екатерини Маврокордату (1800 – 1871), съпруга на историка и министър-председател на Гърция Спиридон Трикупис (1788 – 1873) и майка на министър-председателя на Гърция Харилаос Трикупис (1832 – 1896).
Маврокордатос служи като трети патриаршески дякон. През декември 1777 година е ръкоположен за митрополит на Видини. На 3 ноември 1790 година е избран за халкидонски митрополит.
Умира на 30 ноември 1810 година.